# Baile en el Moulin de la Galette
Baile en el Moulin de la Galette (en francés: Bal du moulin de la Galette) es una de las obras más célebres del pintor impresionista Pierre-Auguste Renoir, que se conserva en el Museo de Orsay en París, siendo uno de los cuadros más emblemáticos del museo.

## Historia de propietarios
Fue expuesto en la III exposición de los impresionistas (1877). Desde 1879 hasta 1894, estuvo en la colección de Gustave Caillebotte. Éste lo legó al Estado, quien lo aceptó en 1894. Estuvo en el museo de Luxemburgo (París) de 1896 a 1929, año en que se atribuyó al Museo del Louvre. Desde 1947 a 1986: Museo del Louvre, Galerie nationale du Jeu de Paume, París. Al Museo de Orsay pasó en el año 1986.
Hay otra versión en manos privadas.

## Análisis
Renoir representa en este cuadro un baile en el Moulin de la Galette, merendero popular del parisino barrio de Montmartre. Se ve la luz a través de los árboles y se refleja en la ropa. En el primer plano, a la derecha abajo se aprecian unas diagonales creadas por unos bancos y una mesa donde están sentados amigos del pintor. Casi en el centro se ve a una pareja que da la sensación de que toda la fiesta gira en torno a ellos. En uno de los bancos hay una señora y una niña y en otro un hombre y una mujer, que no se sabe si están discutiendo o cortejándose. El movimiento que se ve en el cuadro, que da la sensación de que la gente está bailando, viene dado por la ondulación de las cabezas. Se presentan naturalezas muertas, entre las que destacan un jarrón y unos vasos sobre la mesa. Tiene influencias de la fotografía, ya que corta los cuerpos.